# Tom Younger
Tom Younger, född Thomas Harris Younger den 17 oktober 1922 i New York, död 30 januari 1996 på Lidingö, var en amerikansk skådespelare, filmproducent och regissör verksam i Sverige från 1950-talet.

## Filmografi
- 1954 – Seger i mörker
- 1967 – Stimulantia
- 1978 – Picassos äventyr
- 1979 – En kärleks sommar
- 1980 – Dubbelstötarna (TV-serie)
- 1980 – Sinkadus (TV-serie)
- 1980 – Mannen som blev miljonär
- 1982 – Skulden (TV-serie)
- 1983 – Kalabaliken i Bender
- 1990 – S*M*A*S*H (TV-serie)
- 1993 – Roseanna
- 1995 – Stora och små män

## Regi
- 1959 – Med mord i bagaget
- 1965 – The Jerry Williams Show

## Filmmanus
- 1959 – Med mord i bagaget

## Producent
- 1957 – Blondin i fara
- 1959 – Med mord i bagaget